# Ouratea larae
Ouratea larae är en tvåhjärtbladig växtart som beskrevs av Claude Henri Léon Sastre. Ouratea larae ingår i släktet Ouratea och familjen Ochnaceae. Inga underarter finns listade i Catalogue of Life.